# فريتشيلا دي ألمازان
فريتشيلا دي ألمازان هي بلدية تقع في مقاطعة سوريا، في منطقة قشتالة وليون، في إسبانيا. يبلغ عدد سكانها 25 نسمة وذلك حسب (المعهد الوطني للإحصاء) سنة 2017. تبلغ مساحتها 25,68 كم مربع، وترتفع عن سطح البحر 983 متر.

## تطور السكان
في تعداد عام 2010 بلغ عدد سكان البلدية 29 نسمة، منهم 15 رجلا و14 امرأة. 